# ديف كينغ (روائي)
ديف كينغ (بالإنجليزية: Dave King)‏‏ (1955 - ) شاعر، وروائي من الولايات المتحدة.

## الجوائز
- جائزة روما الأمريكية